# Ophiocordyceps gracilis
Ophiocordyceps gracilis, или више познатија као Cordyceps graciis, је аскомицетна и ентомопатогена врста гљива. Однедавно уврштена је у фамилију Ophiocordicipacеае, чије представници производе тамно пигментиране, чврсте и еластичне строме, које углавном садрже аперитецијалне апексе. Као ентомопатогена врста, паразитира инсекте углавном из реда Lepidoptera. O. gracilis је космополитска врста али са оскудно објављеним подацима широм света. 

## Макроскопски опис
Строма 3.5-10 cm по дужини, расте појединачно; фертилни део строме 2-3 x 2 mm, капитатна, субглобуларна, тамножута боја до наранџасте површински глатка са видљивим обиље тамних наранџастих перитецијалних остиола имерзираних у строми, месо је дебело и блеђе од боје ексципулума; стерилни део строме у ширини је 2-3 mm, и служи као дршка, цилиндрична, благо флокозна, мало накривљена, бледожута до беличаста при врху, у основи сумпурножута.

## Микроскопски опис
Перитеције 650-800 x 200-250 μm, овоидни, потпуно имерзирани у строму, бледожути. Аскуси 300-500 x 4-5 μm, филиформни (уско цилиндрични), неамилоидни, на врху проширени. Парафизе изостају. Споре издужене, филиформне, мултисептиране, т.ј. ломе се на бацилиформним ћелијама, фрагменте, димензија 6-8 x 1.5-2 μm. Конидије 4-6 x 1μm.

## Екологија и хабитат
је ентомопатогена врста и паразитира инсекте из реда Lepidoptera. Своја плода тела углавном развија на гусеницама или на инсектима у стадијуму лутке, као и на ларвама мољца Hepialus lupulinus. Њен анаморф је Paraisaria dubia (Delacr.) Samson & B.L.Brady .

## Лековита својства
Испитивања на чистим културама ове врсте показала су задовољавајућа антиоксидативна својства као и снажну антимикробну активност код Escherichia coli и Staphylococcus aureus. Екстракти O. gracilis-а су такође показали снажно пролиферативно дејство у борби против туморних ћелија рака желуца(Ye et al., 2015). 